# Jolanta Kolinko
Jolanta Kolinko (ur. 1957 w Dziemianach) – polska artystka fotograf, poetka. Członkini i Artysta Fotoklubu Rzeczypospolitej Polskiej Stowarzyszenia Twórców (AFRP). Członkini Ogólnopolskiej Fotograficznej Grupy Twórczej Art Fokus 13.

## Życiorys
Jolanta Kolinko jest związana z warmińsko-mazurskim środowiskiem fotograficznym – od 1976 mieszka i tworzy w Olsztynie. Fotografią oraz poezją zajmuje się od lat młodości. Szczególne miejsce w jej twórczości zajmuje fotografia dokumentalna, fotografia kreacyjna, fotografia pejzażowa – w dużej części poświęcona wiejskim klimatom. Jest członkinią Ogólnopolskiej Fotograficznej Grupy Twórczej Art Fokus 13. W latach 2013–2015 należała do Warmińsko-Mazurskiego Stowarzyszenia Fotograficznego Blur. W latach 2018–2020 była członkinią Stowarzyszenia Fotograficznego Przeciw Nicości im. Mieczysława Wielomskiego.
Jolanta Kolinko jest autorką i współautorką wystaw fotograficznych; indywidualnych i zbiorowych, pokonkursowych. Jest laureatką ogólnopolskich oraz międzynarodowych konkursów fotograficznych, gdzie zdobyła wiele nagród – akceptacji, wyróżnień, medali, dyplomów, listów gratulacyjnych (m.in. Złoty Medal „Za Fotograficzną Twórczość” w VII Przeglądzie Fotografii Zamojskiej, Srebrny Medal „Za Fotograficzną Twórczość” w V Ogólnopolskim Konkursie Fotograficznym ,,Polska jest piękna” – odznaczenia ustanowione i przyznawane przez Fotoklub Rzeczypospolitej Polskiej Stowarzyszenie Twórców. Publikowała zdjęcia w wydawnictwach albumowych, książkowych, kalendarzowych. W 2008 ukazał się jej tomik poezji – Nigdy nie przestawaj marzyć.
W 2019 roku została przyjęta w poczet członków rzeczywistych Fotoklubu Rzeczypospolitej Polskiej Stowarzyszenia Twórców (legitymacja nr 454).

## Nagrody
- Srebrny Medal „Za Fotograficzną Twórczość” (Fotoklub Rzeczypospolitej Polskiej 2020)[1][2]
- Złoty Medal „Za Fotograficzną Twórczość” (Fotoklub Rzeczypospolitej Polskiej 2021)[1][2]
- Brązowy Medal IAAP (2023)[12]
- Nagroda specjalna w Międzynarodowym Salonie Fotografii „Tylko Jedno Zdjęcie"[13]

## Wystawy indywidualne
- Moja kochana Warmia (Olsztyn 2015)
- Warmińskie pejzaże (Olsztyn 2015)
- Moja kochana Warmia (Czarna Białostocka 2016)[9]
- Moje senne marzenia – Stary Ratusz (Olsztyn 2018)[7]
- Moje senne marzenia – pejzaże – Galeria na 6 (Gliwice 2019)
- Mój świat fotografii – patronat Fotoklub Rzeczypospolitej Polskiej (Olsztyn 2022)

Źródło